# 式守伊之助 (30代)
30代 式守 伊之助（さんじゅうだい しきもり いのすけ、1936年1月2日 - 2013年4月14日）は、大相撲の立行司の一人。式守伊之助としての在位期間は2000年9月 - 2000年11月。井筒部屋（1972年 - 1977年は君ヶ濱部屋）所属。

## 人物
鹿児島県川辺郡川辺町（現南九州市）出身。本名は竹田文雄（たけだ ふみお）（旧名・五反田文夫-ごたんだ ふみお）。
26代木村庄之助の弟子である。36代木村庄之助は弟弟子になる。
1953年9月に式守文夫の名で初土俵。1958年3月に師匠が名づけた式守正一郎に改名。1967年5月に7代式守與之吉襲名。1984年1月に後輩の3代木村林之助とともに幕内格に昇格。1990年1月に8代式守勘太夫を襲名し。1993年1月三役格に昇格。
1993年11月場所限りで28代庄之助が停年。翌1994年1月場所から立行司が不在となり、序列上位の3代木村善之輔、9代式守錦太夫とともに同年3月場所までの2場所の間立行司の昇格を争った。このときは3人の中では最年少の錦太夫が1994年5月に立行司に昇格、28代伊之助を襲名した。1995年1月に善之輔が立行司に昇格、29代伊之助を襲名した。
以後三役格のまま停年間近まで裁くことになるが、29代伊之助が謹慎休場や体調不良や怪我で休場した場所が多く、その際には当時三役格であった勘太夫が横綱の土俵入りなど立行司代行としての役割を担った。
2000年7月に29代伊之助が停年。勘太夫もその2場所後の同年11月場所で停年を迎えるため、三役格のまま停年を迎えると思われた。しかし大方の予想を覆し同年9月場所に立行司昇格、30代伊之助を襲名。2000年11月後に停年退職。最後の一番は2000年11月場所千秋楽の横綱貴乃花－大関魁皇（現浅香山）戦。
立行司在位2場所は在位5場所の27代伊之助を下回り当時最短記録であった。
伊之助在位時は差し違え無しの完璧な裁きを見せた。
停年後は銀座で地元の鹿児島の焼酎を集めた居酒屋を開いていた。また毒蝮三太夫は友人である。
2013年4月14日午前3時4分、胃癌のため東京都中央区の病院で死去。77歳没。

## その他
- 同じ部屋で師匠の26代庄之助とは誕生日が同じで、干支も子年（ちなみに2周り違い）。
- 定年制実施や上位の行司の廃業なども重なり、1963年11月に初土俵から10年、27歳で十両格に昇格している。その後は定年退職者や廃業が少なかったこともあり幕内格昇格まで20年を要した。ただし、幕内格昇格後は定年退職者や現役で死去した行司が上位に相次いだため幕内格から三役格への昇格は9年しか掛からなかった。
- 與之吉時代、十両の取組で「金城[3]」と勝ち名乗りを上げるべきところを、前名の｢栃光｣と上げてしまったことがあった（1985年7月場所7日目）。
- 1994年1月、3月の立行司争いの場所のほかに、29代伊之助の休場時には次席行司として土俵に上がったこともあり、1999年9月場所若乃花-栃東、2000年1月場所貴乃花-雅山と横綱の休場により結びの一番を裁いている。
- 彼の立行司昇格により、初めて伊之助の代数が庄之助の代数を上回ることになった。

## 履歴
- 1953年9月　初土俵・式守文夫
- 1958年3月　式守正一郎に改名
- 1963年11月　十両格に昇格
- 1967年5月　式守与之吉に改名。
- 1967年9月　7代式守與之吉襲名
- 1984年1月　幕内格に昇格
- 1990年1月　8代式守勘太夫襲名
- 1993年1月　三役格に昇格
- 2000年9月　立行司に昇格。30代式守伊之助襲名
- 2001年1月1日　停年退職